# Tricoflos
Il triclofos è un agente sedativo di tipo non barbiturico, un farmaco ben tollerato ed efficace, usato raramente nella farmacoterapia dell'insonnia, per la quale costituisce un trattamento di seconda scelta. Si tratta più precisamente di un profarmaco metabolizzato a livello epatico nella forma attiva, costituita dal tricloroetanolo (analogamente a quanto avviene per un altro composto, il cloralio idrato). Triclofos ha un effetto ipnotico e sedativo simile a quest'ultima sostanza e può causare dipendenza. Al risveglio può determinare una serie di strascichi che consistono in compromissioni delle funzioni mentali (postumi "da sbornia", in inglese effetto hangover) ed altri effetti collaterali.

## Chimica
Si presenta come una polvere igroscopica biancastra, sostanzialmente priva di odore. Risulta facilmente solubile in acqua mentre è poco solubile in etanolo. È di fatto insolubile in etere. Una soluzione acquosa al 2% di triclofos ha un pH che varia da 3 a 4,5.

## Farmacocinetica
Dopo somministrazione per via orale il triclofos sodico è rapidamente idrolizzato nello stomaco a tricloroetanolo, il quale viene rapidamente assorbito dal tratto gastroenterico. Le concentrazioni plasmatiche terapeutiche di tricloroetanolo sono generalmente comprese tra 1,5 e 15 µg/ml. L'emivita plasmatica del tricloroetanolo è di circa 8 ore, quella dell'acido urocloralico di circa 7 ore e quella dell'acido tricloroetanolo di circa 4 ore. Il volume di distribuzione del tricloroetanolo è di circa 0,6 l/kg. Il tricloroetanolo si lega alle proteine plasmatiche per circa il 94%. 
Nell'organismo il tricloroetanolo, che rappresenta il metabolita attivo, viene successivamente coniugato con acido glucuronico a dare acido urocloralico (acido tricloroetilglicuronico) e ossidato ad acido tricloroacetico.
Circa il 12% di una dose assunta viene eliminato attraverso l'escrezione dell'emuntorio renale nelle prime 24 ore sotto forma di metaboliti.

## Tossicologia
Studi sperimentali su animali (topo) hanno evidenziato una DL50 pari a 1400 mg/kg peso corporeo, quando assunto per via orale.
Concentrazioni plasmatiche di tricloroetanolo superiori a 40 µg/ml producono sovente effetti tossici e concentrazioni superiori a 100 µg/ml possono essere fatali.

## Usi clinici
Il farmaco trova indicazione nei soggetti affetti da insonnia, che richiedono un agente di tipo non-barbiturico che favorisca l'induzione del sonno. 
È stato utilizzato anche in età pediatrica, dove poteva essere di aiuto nei bambini con difficoltà di addormentamento a causa dell'irritabilità secondaria alla dentizione, nei neonati con coliche ricorrenti, pianto persistente, difficoltà di alimentazione, eccitabilità e irrequietezza.

## Effetti collaterali
Sono praticamente gli stessi del cloralio idrato, rispetto al quale il triclofos sodico possiede un gusto migliore.
Gli effetti avversi comprendono cefalea e disturbi gastrointestinali come nausea e talvolta vomito, irritazione gastrica (effetto molto meno frequente che con l'uso di cloralio idrato), dolore addominale, diarrea.

Possono verificarsi anche reazioni da ipersensibilità: orticaria, dermatite, eczema e talora una eruzione cutanea di tipo scarlattiniforme o morbilliforme.
Triclofos sodico, diversamente da cloralio idrato, applicato sulla cute e sulle mucose non svolge azione irritante, lesiva o corrosiva.

## Controindicazioni
Il farmaco è controindicato nei soggetti con ipersensibilità individuale accertata verso il principio attivo oppure gli eccipienti contenuti nella formulazione farmacologica.

## Dosi terapeutiche
Triclofos viene commercializzato nella forma farmaceutica di sciroppo. Come ipnotico se ne consiglia la somministrazione alla dose orale di 1 grammo alla sera: questa dose è equivalente terapeuticamente a 600 mg di cloralio idrato. In alcuni soggetti può essere richiesto un incremento del dosaggio fino a 2 g. Nei bambini fino a 1 anno d'età la dose suggerisce è pari a 100–250 mg. Nei bambini di età compresa tra 1 e 5 anni la dose consigliata è di 250–500 mg e in quelli più grandi (età tra 6 e 12 anni) la dose è di 0,5-1 g.

## Interazioni
- Inibitori delle monoamino ossidasi, sostanze deprimenti del sistema nervoso centrale (etanolo, barbiturici, oppiacei, antidepressivi triciclici o altri sedativi): l'uso concomitante di queste sostanze e triclofos aumenta il rischio di depressione respiratoria e circolatoria sino al coma.

## Avvertenze
Nonostante il rischio di dipendenza la somministrazione del farmaco non dovrebbe essere interrotta improvvisamente.

La sedazione, l'alterazione della capacità di concentrazione e la vigilanza alterata possono determinare effetti negativi sulla capacità di guidare autoveicoli e utilizzare macchinari.

Triclofos può dare risultati falsi positivi (ad esempio glicosuria) nei test che si eseguono su campioni di urina.